# Купол Гэмбаку
Купол Гэмбаку (яп. 原爆ドーム Гэмбаку до:му, «Купол атомного взрыва», «Атомный купол») — до Второй мировой войны являлся Выставочным центром торгово-промышленной палаты Хиросимы (англ. Hiroshima Prefecture Industrial Promotion Hall).

## История
В результате атомной бомбардировки 6 августа 1945 года был сильно повреждён, но уцелел, несмотря на то, что по горизонтали находился всего в 160 метрах от эпицентра — моста Айой в виде буквы «Т». Здание частично обрушилось от ударной волны и выгорело от пожара; все люди, находившиеся в здании в момент взрыва, погибли. После войны Купол не был восстановлен (но был укреплён во избежание дальнейшего разрушения), и стал самым известным экспонатом, связанным с атомным взрывом. В 1996 году, несмотря на возражения китайских и американских властей, Купол Гэмбаку внесён в список Всемирного наследия ЮНЕСКО.
Здание было спроектировано в 1915 году архитектором Яном Летцелем, чехом по национальности, в непривычном в то время для японцев европейском стиле. До войны в нём проходили промышленные и торговые выставки, а с началом войны были размещены различные административные офисы.
Рядом с Атомным куполом, по другую сторону реки Ота, находится Мемориальный парк мира, расположенный на острове, оказавшемся практически в эпицентре взрыва. В парке находятся Мемориальный музей, несколько памятников, ритуальный колокол и кенотаф — коллективное надгробие погибшим от атомной бомбардировки.
Каждый год 6 августа ровно в 8:15 — это время, когда над Куполом взорвалась атомная бомба, в парке собираются жители Хиросимы для отдачи дани памяти погибших от последствий взрыва.